# 伊昂·拜利
伊昂·法蘭西斯·漢密爾頓·拜利（英語：Eion Francis Hamilton Bailey，1976年6月8日—）是美國的一位演員。他最著名的作品是在HBO電視劇《兄弟连》中飾演David Kenyon Webster角色。它還出演過《諜影迷情》、《童話鎮》等電視劇。

## 外部連結
- 伊昂·拜利在互联网电影资料库（IMDb）上的資料（英文）
- 在AllMovie上伊昂·拜利的頁面（英文）